# Liwa (arabă)
Liwa sau Liwā (în arabă لواء) este un termen arab care înseamnă drapel, sau banner. Cuvântul a dezvoltat diverse alte sensuri în limba arabă:
- un banner, din toate punctele de vedere (steag, banner publicitar, banner publicitar etc.)[1]
- un district;[2] a se vedea, de asemenea: banner (subdiviziune țară)
- un nivel de unitate militară cu propriul steag, folosit acum ca echivalent cu brigada[3]
- un ofițer care comanda un număr de unități liwa, în prezent echivalent cu un general-maior[4]

Liwa, a fost folosit în mod interschimbabil cu termenul turcesc „Sangeac” în timpul Imperiului Otoman. După căderea imperiului, termenul a fost folosit în țările arabe anterior sub dominație otomană. Acesta a fost înlocuit treptat cu alți termeni, cum ar fi qadaa și mintaqa și acum este defunct. Acesta este folosit doar ocazional în Siria pentru a se referi la Provincia Hatay, cedat de  Mandatul francez al Siriei pentru Turcia în 1939, moment în care era cunoscut sub numele de Liwa Iskenderun.